# اختلال عصبی
اختلال عصبی (انگلیسی: Neurological disorder) به هر گونه اختلال دستگاه عصبی گفته می‌شود که شامل ناهنجاری‌های ساختاری، زیست‌شیمیایی یا الکتریکی در مغز، طناب نخاعی یا اعصاب محیطی است. علائمی همچون فلج، ضعف ماهیچه، ناهماهنگی حرکتی، فقدان حس، حمله عصبی، درد، گیجی و تغییر سطح هوشیاری می‌توانند بیانگر اختلال عصبی باشند.